# جيمس ايمانويل
جيمس ايمانويل (بالإنجليزية: James Emanuel)‏ هو كاتب وشاعر أمريكي، ولد في 15 يونيو 1921 في أليانس في الولايات المتحدة، وتوفي في 28 سبتمبر 2013 في باريس في فرنسا.